# Portugalská západní Afrika
Portugalská západní Afrika (portugalsky África Ocidental Portuguesa) je bývalá portugalská kolonie ležící v jihozápadní Africe. Dnes se na území bývalé kolonie rozkládá Angola. Oblast byla Portugalskem anektována roku 1655 a 12. května 1886 prohlášena za oficiální portugalskou kolonii. Od roku 1951 byl její status změněn na portugalskou zámořskou provincii Angola (Província de Angola). Portugalská nadvláda trvala až do roku 1975, kdy vyhlásila nezávislost Angolská republika.

## Historie

### 17. století
29. října roku 1655 porazili Portugalci v bitvě u Ambuily konžská královská vojska. Avšak již o pět let později utrpěli u Kitomba těžkou porážku při pokusu o invazi do Konga. Jejich hlavní spojenec ve válce proti královně Nzinze zradil, když Portugalci roku 1657 Nzingu uznali královnou Ndonga. Nzinga roku 1670 proti Portugalsku rovněž povstala. Ačkoliv se jí podařilo nakonec Portugalce v dlouhém obléhání jejího hlavního města Mpunga Andonga porazit, bylo to těžce zaplacené vítězství. Vítězství posléze vedlo i k nezávislosti Matambského království. Svoboda Matamby však netrvala dlouho, když bylo roku 1684 v bitvě u Katole spolu s Kasandžským královstvím poraženo. Portugalci dále stočili svou pozornost z války na sever ke Kongu a Ndongu.
Roku 1684 se sídlo konžského biskupa přeneslo ze São Salvador do São Paula de Luanda, čímž São Salvador ztratilo na svém významu a poté, co roku 1688 v zemi zesílila občanská válka bylo město opuštěno. Když roku 1709 nechal král Pedro IV. město znovu vybudovat a osídlit, získalo znovu úlohu náboženského centra země a tato úloha městu zůstala i za pozdější nadvlády Portugalců.

### Benguelská kolonie
Portugalská sféra zájmů se v této části Afriky soustředila na stále další části dnešní jižní Angoly. Benguelská kolonie byla založeno roku 1617 Manuelem Cerveirou Pereirou, který se následně stal zdejším guvernérem. Guvernér Pereira zpočátku doufal, že se mu podaří vytvořit výbojnou, vojensky silnou kolonii. Po neúspěšném spojenectví s místními Imbangaly však byl nucen od těchto plánů upustit. Jeho politika posilování portugalských pozic v oblasti se proto stočila směrem k zabírání bohatých měděných dolů v očekávání, že to sousední nezávislé město Sumbe ekonomicky zničí. Další pokusy Portugalců expandovat z Benguely, jako například dlouhé tažení Lopo Soarese Lassa za kořistí a otroky, skončily nezdarem.

### 18. století
V 18. století se portugalští guvernéři snažili omezit to, co považovali za nelegální obchod mezi obchodníky z jejich kolonie s obchodníky přijíždějící z Nizozemska, Francie a Anglie, kteří často navštěvovali severní království Kongo a Loango. Za tímto účelem byla zřízena pevnost a osada v Encoje (u Mbwila), která zablokovala cestu přes horské sedlo, která obchodníkům umožňovala projít do Konga. V letech 1783-1784 se snažili obsadit území Cabinda na severním pobřeží, ale byli vyhnáni pryč, a od roku 1789 do roku 1792 pokračovali ve válce proti Marquisate z Mussola, bez větších úspěchů. V roce 1791 vybudovali tvrz v Quincolo na Loje a pracovali na dolech v Bembe.
Ve stejné době se také Portugalsko snažilo rozšířit svůj vliv do vnitrozemí, zejména pak do zemí mimo řeku Kwango. Matamba a Kasanje trvale blokovalo pokusy portugalských obchodníků proniknout do jejich země, v letech 1755-56 navštívil Kasanje Manuel Correia LEITÃO a informoval o zemích napříč Kwanzou. Mezi nimi byla i mocná říše Lunda, jejíž vojsko zde dobylo většinu území. Lunda nakonec uzavřela s Portugalskem diplomatické styky.
Portugalci z Benguely stále usilovali o rozšíření své moci a omezení obchodu s jejich obchodníky ve vysočině Bihe, a po jejich zásahu v Mbailunduské válce v roce 1770 měli dohodnuto spojenectví s různými státy. Tato spojenectví zahrnovala možnost shromažďování portugalských obchodníků v hlavních městech těchto zemí. Z těchto základů se Portugalsko snažilo prozkoumat obchodní vztahy s Lundou, která se vyhýbala státům okolo řeky Kwango.

### 19. století
Portugalci neměli žádnou pevnost nebo osadu na pobřeží na sever od Ambriz, který byl poprvé okupován v roce 1855, až do „rvačky o Afriku“ v roce 1884. V letech 1855-56, zasáhli portugalské síly do občanské války, což pomohlo Pedro V. Agua Rosda na trůn v Kongu. Portugalci odešli z pevnosti São Salvador, kterou udržovali až do roku 1866. V roce 1888 bylo portugalské trvalé sídlo umístěno do Salvadoru, když Pedro souhlasil, že se stane portugalským poddaným. Doufal, že mu Portugalci pomůžou v jeho pokusu o obnovení královské moci v ostatních částech Konga.
Úplná portugalská administrativní kontrola ve středozemí nenastala až do začátku dvacátého století.
V roce 1884 Británie, která do té doby soustavně odmítala potvrdit, že Portugalsko vlastní teritoriální práva na sever od Ambriz, uzavřela smlouvu, ve které uznala portugalskou suverenitu obou břehů dolního Konga, ale nakonec smlouvy nebyly při setkání v Anglii a Německu ratifikovány. Dohody uzavřené se Svobodným státem Kongo, Německem a Francií v letech 1885-86 stanovují hranice provincie, s výjimkou jiho-východu, kde byla hranice mezi Barotselandem (severozápadní Rhodesie) a Angolou určena na základě anglo-portugalské dohody v roce 1891.
Až do konce 19. století byl portugalský vliv ve vnitrozemí nepatrný, i když se dostali až k povodí řek Kongo a Zambezi. Zrušení vnějšího obchodu s otroky byl pak velmi škodlivý pro obchod s námořními přístavy. Od roku 1860 byly zemědělské prostředky země rozvíjeny s rostoucím úsilím, vůdčí úlohu přebírali brazilští obchodníci. Po konečném rozdělení Afriky mezi evropské mocnosti začalo Portugalsko Angolu a své další africké kolonie vykořisťovat. I proto byl rozvoj země ve srovnání s přírodním bohatstvím pomalý.
Otroctví a obchodu s otroky se i nadále ve vnitrozemí dařilo, zejména v prvních letech 20. století, i přes zákazy portugalské vlády. Rozšíření pravomocí pro vnitrozemské kmeny postupovalo velmi pomalu. V září 1904 se z portugalské kolony ztratilo více než 300 mužů, včetně 114 Evropanů, když se setkala s Kunahamasy na Kunene, nedaleko od německé hranice. Kunahamasové jsou divoký nájezdný kmen, kteří byli do značné míry ovlivněni odbojem svých jižních sousedů, Hererosů, proti Němcům. V roce 1905 a znovu v roce 1907 se zde bojovalo.
Primární zájem kolonizátorů byl zaměřen především na otroctví. Budování systému otroctví začalo už na počátku 16. století, kdy začali od afrických náčelníků kupovat lidi k práci na plantážích, především v Brazílii. Do 19. století byla dokonce Angola největším zdrojem otroků nejen pro Brazílii, ale také pro zbytek Ameriky, včetně Spojených států. Obchod s otroky byl sice zrušen v roce 1836, ale to znamenalo pouze to, že nebyli odvezeni jinam, i nadále ale museli vykonávat nucenou práci při stavbě železnic, v dolech, apod. Definitivně zde bylo otroctví zrušeno až v roce 1961. Odhaduje se, že z Angoly bylo odvezeno až 12 milionů otroků, transport přes moře však přežila zhruba jen 1/3.
Byly to tyto nucené práce, které poskytly základ pro rozvoj plantážnické ekonomiky a hlavního těžebního sektoru. Nucené práce se pojily i s britským financováním stavby tří železnic vedoucích z pobřeží do vnitrozemí. Nejdůležitější z nich byla transkontinentální železnice z Benguely, vedoucí do přístavu Lobito a měděných zón v Belgickém Kongu a v dnešní Zambii.
Koloniální ekonomický rozvoj nebyl transformován do sociálního rozvoje pro rodilé Angolany. Portugalský režim podporoval především bílé přistěhovalce, zejména po roce 1950, kdy zde po druhé světové válce dorazilo mnoho nových portugalských osadníků, tím ale ještě více zesílil rasový antagonismus.